# Forat negre de Kerr-Newman
Un forat negre de Kerr-Newman o forat negre en rotació amb càrrega elèctrica és aquell que es defineix per tres paràmetres: la massa M, el moment angular J i la càrrega elèctrica Q. Aquesta solució va ser obtinguda en 1960 pels matemàtics Roy Kerr i Erza Newman a les equacions de camp de la relativitat per a objectes massius elèctricament carregats o amb conservació de moment angular.

## Introducció
El forat negre de Kerr-Newman és una regió no isòtropa que queda delimitada per tres zones: un horitzó de Cauchy, un horitzó de successos extern i una ergoesfera. A causa de la conservació del moment angular, la forma que pren el conjunt és la d'un elipsoide, que en l'interior del qual conté una singularitat en forma d'anell o tor comprimit a volum pràcticament zero (el cas contrari seria un forat negre de Reissner-Nordström).
La fórmula que determina al límit estàtic de l'ergoesfera depèn de la massa, la càrrega i el moment angular del forat: 

{\displaystyle r_{s}=M+{\sqrt {M^{2}-a^{2}\cos ^{2}\theta -Q^{2}}}}

on:
- {\displaystyle r_{s}} és el perimetre de l'ergoesfera,
- M és la massa,
- a el paràmetre de rotació {\displaystyle J \over M} on J és el moment angular, i Q és la càrrega elèctrica.

En tant la qual determina les vores dels seus horitzons de successos és així:

{\displaystyle r=r_{\pm }=M\pm {\sqrt {M^{2}-a^{2}-Q^{2}}}}

on {\displaystyle r_{\pm }} és la distància de cada horitzó de successos, sent el valor de {\displaystyle r_{+}} per a l'horitzó de successos extern, i el valor de {\displaystyle r_{-}} per a l'horitzó de successos intern.

## Sobre Q i J en un forat de Kerr-Newman
- Velocitat de gir. Quan la velocitat de gir tendeix a ser molt gran, l'horitzó de successos es divideix en dos, el que genera enormes corrents de direcció única entre ells, afectant al límit estàtic de l'ergoesfera, que força a alguns fotons a ser emesos com rajos gamma.

- Altre fenomen comú en aquest tipus de forats, i l'energia dels quals depèn directament de la seua velocitat, és la formació d'intensos camps magnètics i corrents de gas ionitzat perpendiculars al disc d'acreció que s'arremolina entorn de l'ergoesfera.

- Sobre la relació Q i J amb M en el radi giromagnètic. Els valors que prenen la càrrega elèctrica i el moment angular són molt importants en l'anatomia d'un forat negre de Kerr-Newman, degut al fet que és la seua relació la qual determina el límit concret entre els seus horitzons de successos i el radi giromagnètic o moment magnètic dipolar sent la seua fórmula{\displaystyle r_{g}={2Mm \over JQ}} on {\displaystyle r_{g}} és el ràdio giromagnètic i m és el moment magnètic. Existeixen bàsicament tres relacions:
  - | Q | ^ J < M, ací el moment magnètic dipolar és major, el que significa que es genera un lleuger efecte d'electro-imant fora de l'ergoesfera. Els horitzons de successos es mantenen a prudent distància.

- - |Q | ^ J = M, per aquest cas el dipol és normal, creant-se un camp magnètic moderat. Els horitzons de successos es fusionen en un únic que envolta a la singularitat en forma d'anell.

- - | Q | ^ J > M, aquest cas en particular no és el més comú, ací l'efecte del camp magnètic és molt intens i els horitzons de successos desapareixen deixant a la singularitat visible; açò sembla estar prohibit per la regla del censor còsmic ideada per Roger Penrose, que no permet singularitats nues.